# C'est moi
"C'est moi" is een nummer van de Franse zanger C. Jérôme. Het nummer werd uitgebracht op zijn debuutalbum Baby Boy uit 1974. Dat jaar werd het nummer uitgebracht als de derde single van het album.

## Achtergrond
"C'est moi" is geschreven door Jean Albertini en Sylvain Garcia. In het lied komt Jérôme een voormalige liefde tegen, tegen wie hij zegt dat hij niet is veranderd sinds zij uit elkaar zijn gegaan. Op het nummer maakt Jérôme gebruik van het orkest van Michel Ganot.
"C'est moi" is de grootste hit van Jérôme buiten Frankrijk. In zijn thuisland behaalde het de tweede plaats in de hitlijsten, maar in Wallonië werd het een nummer 1-hit in de voorloper van de Ultratop 50. In Nederland kwam de single tot de zesde plaats in zowel de Top 40 als in de Nationale Hitparade, terwijl in Vlaanderen de twintigste plaats in de voorloper van de Ultratop 50 werd gehaald.
C. Jérôme trad tijdens de uitzending van het televisieprogramma Toppop op 21 september 1974 op met "C'est moi" ter promotie van de single. In 2011 bracht de Vlaamse zanger Jo Vally een Nederlandstalige versie van het nummer uit onder de titel "De jongen uit de klas".

## Hitnoteringen

### Nederlandse Top 40
| Hitnotering: 21-09-1974 t/m 30-11-1974 | Hitnotering: 21-09-1974 t/m 30-11-1974 | Hitnotering: 21-09-1974 t/m 30-11-1974 | Hitnotering: 21-09-1974 t/m 30-11-1974 | Hitnotering: 21-09-1974 t/m 30-11-1974 | Hitnotering: 21-09-1974 t/m 30-11-1974 | Hitnotering: 21-09-1974 t/m 30-11-1974 | Hitnotering: 21-09-1974 t/m 30-11-1974 | Hitnotering: 21-09-1974 t/m 30-11-1974 | Hitnotering: 21-09-1974 t/m 30-11-1974 | Hitnotering: 21-09-1974 t/m 30-11-1974 | Hitnotering: 21-09-1974 t/m 30-11-1974 | Hitnotering: 21-09-1974 t/m 30-11-1974 |
| Week                                   | 1                                      | 2                                      | 3                                      | 4                                      | 5                                      | 6                                      | 7                                      | 8                                      | 9                                      | 10                                     | 11                                     |                                        |
| -------------------------------------- | -------------------------------------- | -------------------------------------- | -------------------------------------- | -------------------------------------- | -------------------------------------- | -------------------------------------- | -------------------------------------- | -------------------------------------- | -------------------------------------- | -------------------------------------- | -------------------------------------- | -------------------------------------- |
| Positie                                | 32                                     | 22                                     | 22                                     | 18                                     | 12                                     | 10                                     | 6                                      | 6                                      | 13                                     | 22                                     | 35                                     | uit                                    |

### Nationale Hitparade
| Hitnotering: 28-09-1974 t/m 23-11-1974 | Hitnotering: 28-09-1974 t/m 23-11-1974 | Hitnotering: 28-09-1974 t/m 23-11-1974 | Hitnotering: 28-09-1974 t/m 23-11-1974 | Hitnotering: 28-09-1974 t/m 23-11-1974 | Hitnotering: 28-09-1974 t/m 23-11-1974 | Hitnotering: 28-09-1974 t/m 23-11-1974 | Hitnotering: 28-09-1974 t/m 23-11-1974 | Hitnotering: 28-09-1974 t/m 23-11-1974 | Hitnotering: 28-09-1974 t/m 23-11-1974 | Hitnotering: 28-09-1974 t/m 23-11-1974 |
| Week                                   | 1                                      | 2                                      | 3                                      | 4                                      | 5                                      | 6                                      | 7                                      | 8                                      | 9                                      |                                        |
| -------------------------------------- | -------------------------------------- | -------------------------------------- | -------------------------------------- | -------------------------------------- | -------------------------------------- | -------------------------------------- | -------------------------------------- | -------------------------------------- | -------------------------------------- | -------------------------------------- |
| Positie                                | 26                                     | 17                                     | 20                                     | 19                                     | 10                                     | 8                                      | 6                                      | 10                                     | 25                                     | uit                                    |

### NPO Radio 2 Top 2000
| Nummer met noteringen in de NPO Radio 2 Top 2000 | '01  | '02  | '03 | '04  | '05  | '06  | '07  | '08  | '09  | '10  | '11  | '12  |
| ------------------------------------------------ | ---- | ---- | --- | ---- | ---- | ---- | ---- | ---- | ---- | ---- | ---- | ---- |
| C'est moi                                        | 1418 | 1899 | -   | 1802 | 1537 | 1807 | 1910 | 1803 | 1404 | 1715 | 1688 | 1427 |

1. ↑  Een '-' betekent dat het nummer niet was genoteerd en een vetgedrukt getal geeft de hoogste notering aan.
2. ↑  2001 was het eerste jaar met een notering voor dit nummer.
3. ↑  Deze tabel is bijgewerkt tot en met de laatste editie (2024).